# 生態村

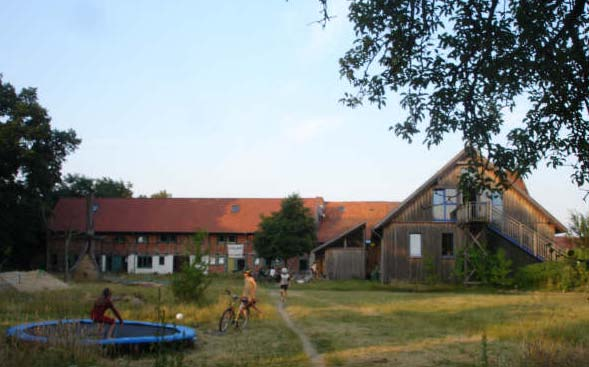
Sieben Linden生态村，2012年

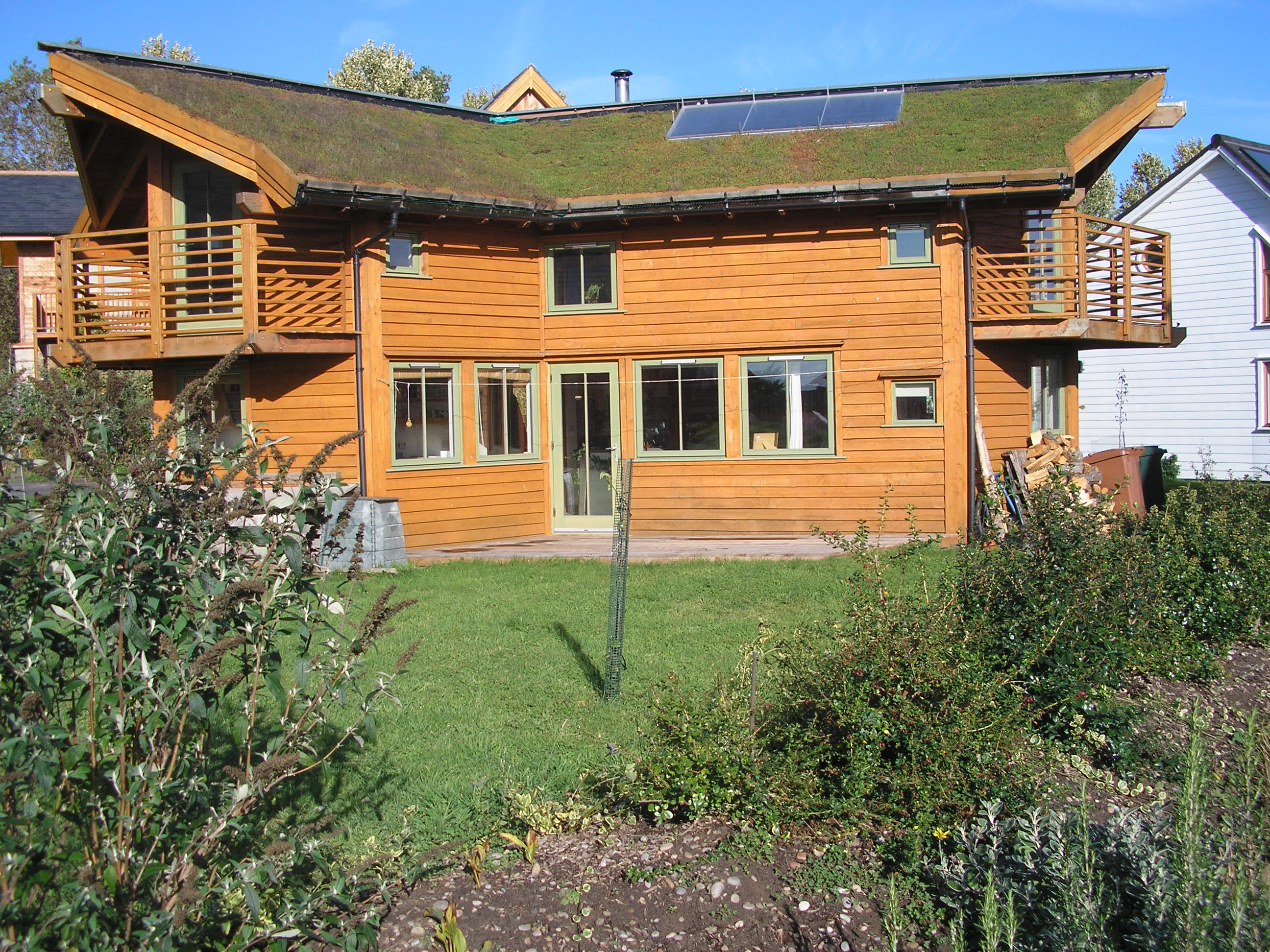
芬德霍恩生态村的环保屋，屋顶是由草坪和太阳能电池板构成

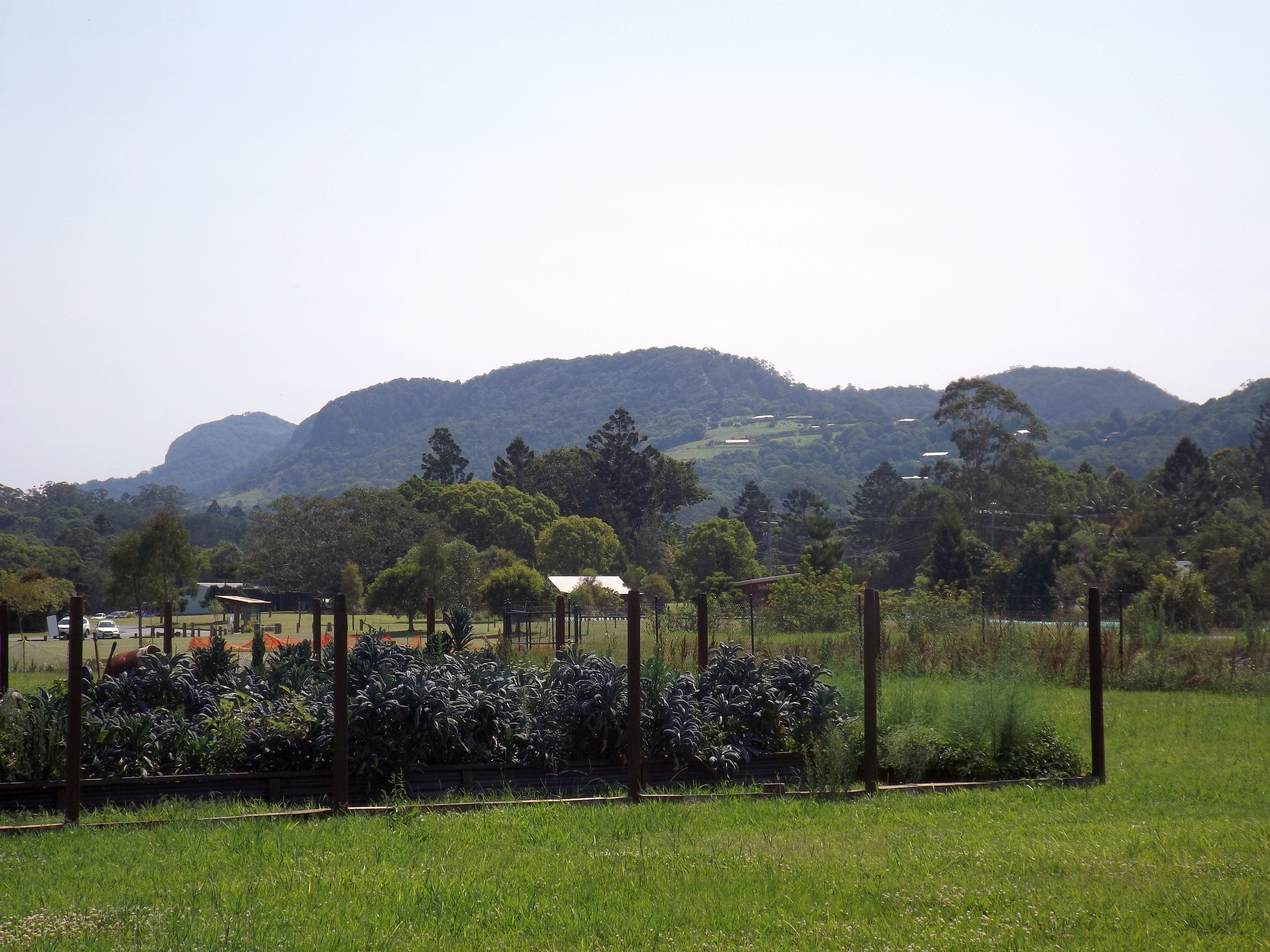
昆士蘭州庫倫賓生態村的Tallebudgera山和一个菜園，2015年

生态村是一个以让社会、环境、生态更具有可持续发展为目标的理念社区。居住人数以50-150人为宜，也有超过2000人的大型社区。一些生态村的发展也依靠非常住人口，他们定居生态村的外围，并且有效地参与到生态村的社区互动中来。
生态村的成员拥有共同的生态观、经济观和文化理念。生态村居民会去寻找电力、水和污水处理系统的替代方法。许多人认为传统社区的弊端、浪费的消费生活方式、自然栖息地的破坏、城市扩张、工厂化农场经营、过度依赖化石燃料会对生态造成灾难性的毁灭。O.U.R生态村位于加拿大不列颠哥伦比亚省Shawnigan湖边，占地25亩。着眼于创建一个社会、生态、经济可持续发展的示范生态村。该生态村居民认为建立以小规模、尽力降低对生态环境影响为目标的社区可以作为一个选择。这种集体行为模式类似于一万年的原始村落,这些原始村落进行的是公平的以物易物商业模式。

## 定义
1991年， 罗伯特·吉尔曼（Robert Gilman）订定了一个关于生态村的标准定义。吉尔曼对生态村的定义：
“人类活动和大自然的和谐融合有利于人类健康发展，这种发展可以持续到遥远的未来。” 
近年来，吉尔曼表示他还将补充标准，生态村必须拥有多个核心的倡议。
生态村是共识社区（Intentional Communities）的类型之一。

## 历史
最能体现现代社区意愿的是在20世纪60年代和70年代的社区运动和20世纪80年代中期公共住宅和生态村运动，后者更加集中和有组织性。在1991年罗伯特·吉尔曼(Robert Gilman)和黛安·吉尔曼(Diane Gilman)为该盖亚信(Gaia Trust)托共同撰写了具有开创性的研究报告--“生态村和可持续发展的社区”。到目前为止，生态村存在于全球六大洲超过70个国家。
在1995年苏格兰芬德霍恩生态村(Findhorn)，生态村运动在秋季年会开始联合。在这个会议讨论了关于生态村和可持续发展的社区的问题。罗斯·杰克逊( Ross Jackson)说：“与会者已经产生了广泛的共鸣，‘生态村’这三个字，在短短四年时间里，已经成为了文化语言的一部分。”在那次会议之后，包括芬德霍恩的许多理念社区都称自己为“生态村”，一个新的运动就此诞生。全球生态村网络的是由来自不同国家的25人组成，他们都参加过芬德霍恩秋会议。来自全球有着相同的目标的数百个小型项目在此衔接起来，在此之前，他们对彼此都不了解。盖亚信托同意在成立的前五年资助该网络。

## 特点
随着越来越多的证据显示气候变化是由人类活动引起，全世界的人民都开始尽量减少碳排量。人类正设法摆脱对化石燃料的依赖和改变消费习惯。强调当地生产当地消费，使生活方式尽量变得可持续性。实施许多鼓励性的措施：如，减少能源的使用、建立可持续性发展的本地企业、农业本地化和建立环保社区。

许多不同的生态村规模需要验证。例如，建立一个积极的社区对生态村的工作来说是不可缺少的一部分。由于这些组织都特别小，成员们应感受到足够的授权，包括宽松的言论环境和思想交流。同时鼓励文化和实践来增加地球互联性的理解。从生态学的观点看，生态村让人类与地球联系更加紧密。成员们尊重自然，因为自然为他们提供了一个赖以生存的环境。生态村种植大多数有机食品，其建筑物使用当地材料，保护生物多样性，保护当地的水，土壤和空气。大多数生态村旨在爱护土地资源。生态村展示了独一无二的经济局面，货币只保持在村民之间流通。收入往往来自销售其产品、收取的服务费和回收工作。
生态村是一个“对环境负面影响小的城市或乡村社区”。虽然目前还没有实现这一目标，生态村可以整合各方面的生态学设计：包括生态建筑、可供替代的能源、对环境无危害的加工和生产、永续栽培（模仿自然的园林绿化设计，为社区提供食物、纤维制品和燃料）和社区建设实践。 可持续性发展居住和城市地区的基础设施的区域划分和建筑规范是要经过严谨商讨后才做出决策。有人认为生态村运动为进入一个更加可持续发展的未来提供一些最相关的科学认知。

生态村的理念可以运用到城市和乡村的发展中来，同样也适用于发达国家和发展中国家。那些与生态区以外很少经行交易的居民会主动寻求一种可持续发展的生活方式（例如，生活自愿简单化）。许多倡导者也寻求独立于现有的基础设施的生活方式，虽然其他人，特别是那些生活在城市环境中的人，都在追求与现有基础设施更加默契的生活方式。乡村生态村是建立在有机农业、永续栽培以及其他能促进生态系统功能和生物多样性的方法的基础之上。无论是城市还是乡村的生态村。

在2006年，全球生态村网络的前董事长乔纳森·道森(Johnathon Dawson)在他的书《可持续发展的新前沿》里阐述了五个生态村的原则：
1. 生态村不是政府资助的项目，在基层运作。
2. 居民在生态村实践社区生活是有重要价值的。
3. 生态村居民不会过度依赖政府、企业和外界的水、食物、住房、能源以及其他生活必须品。
4. 生态村居民在精神层面拥有相同的价值观
5. 生态村往往作为研究示范基地，也为他人提供教育经验。[5]

生态村通常利用的是“绿色”的基础建设资金、自主建筑或群集住房。这样来实现减少对生态的破坏、能源的再生和永续栽培。大多数生态村的目标是成为一个能满足需求的可持续发展的居住地。自给自足是一个理想的目标，然而有时候并不能实现。生态村的组织是一种生态无政府主义，包括生态村内部购买来支持当地经济发展；食物来自当地生产；有道德的交易；做出决策时应尊重多样性。生态村的概念不能和微型国家的概念混淆。微型国家有严格的法律，而生态村没有法律。

## 参阅
- 共同住宅
- 深層生態學
- 生态社区主义
- 生態女性主義
- 生態旅遊
- 田园城市理论
- 生态城市
- 意識社區
- 樸門
- 社會生態學

## 延伸阅读
Books
- Christian, D.  2003.  Creating a Life Together: Practical Tools to Grow Ecovillages and Intentional Communities  New Society Publishers.  ISBN 0-86571-471-1
- Dawson, Jonathan (2006) Ecovillages: Angelica Buenaventura for Sustainability. Green Books. ISBN 1-903998-77-8
- Genovese, Paolo Vincenzo (2019), Being Light on the Earth. Eco-Village Policy and Practice for a Sustainable World, Libria, Melfi, Vol. I., ISDN 978-88-6764-187-1. Also in eBook.
- Hill, R. and Dunbar, R. 2002. "Social Network Size in Humans."  Human Nature, Vol. 14, No. 1, pp. 53–72.
- Jackson, H. and Svensson, K. 2002.  Ecovillage Living: Restoring the Earth and Her People.  Green Books.  ISBN 1-903998-16-6
- Walker, Liz. 2005 EcoVillage at Ithaca: Pioneering a Sustainable Culture. New Society Publishers ISBN 0-86571-524-6
- Sunarti, Euis (eds.) 2009. Model of Ecovillage Development: Development of Rural Areas in Order To Improve Quality of Life for Rural Residents, Indonesia. ISBN 978-979-19278-5-7